# AVN Award/Beste Darstellerin
Der AVN Award für die beste Darstellerin (AVN Award for Best Actress) ist ein Schauspielpreis für Pornofilme, der von Adult Video News im Rahmen der jährlichen Verleihung der AVN Awards vergeben wird. Zusammen mit dem Preis für den Besten Darsteller wurde er erstmals 1984, bei der ersten Ausgabe des Awards, verliehen. Er gilt als wichtigster filmbezogenener Darstellerpreis der Pornobranche.
Von 1986 bis 2008 wurde der Preis in den beiden Kategorien Film und Video verliehen. Seit 2009 gibt es nur noch eine Kategorie.
Die erste Gewinnerin war Sharon Mitchell für ihre Leistung in dem Film Sexcapades. Rekordpreisträgerinnen sind Jeanna Fine und Ashlyn Gere, die den Preis je viermal gewannen. Gere konnte sich den Award sowohl 1993 als auch 1995 in beiden Kategorien sichern. Dahinter folgen Jessica Drake mit drei Siegen und Ginger Lynn, Shanna McCullough, Ona Zee, Jenna Jameson, Serenity, Savanna Samson sowie Maitland Ward mit zwei Erfolgen. Ward ist die bisher einzige Darstellerin, die den Preis zweimal in der Gesamtkategorie gewinnen konnte.

## Gewinner
| Jahr | Art   | Gewinnerin | Nominierungen |
| ---- | ----- | --- | --- |
| 1984 |       | Sharon Mitchell – Sexcapades                                                                                              | Kelly Nichols – Puss ’n Boots |
| 1985 |       | Pamela Mann – X Factor | Joanna Storm – Firestorm |
| 1986 | Film  | Sheri St. Claire – Corporate Assets                                                                                       | Kelly Nichols – Great Sexpectations |
| 1986 | Video | Ginger Lynn – Project Ginger                                                                                              | |
| 1987 | Film  | Colleen Brennan – Getting Personal                                                                                        | Kimberly Carson – Peeping Tom Alexandria Greco – Irresistible II Taija Rae – She’s So Fine Sheri St. Claire – Voyeur |
| 1987 | Video | Nina Hartley – Debbie Duz Dishes                                                                                          | Danielle – Unnatural Phenomenon II Keisha – Seduction of Jennifer Shanna McCullough – Ecstasy Sheri St. Claire – Sweet Revenge |
| 1988 | Film  | Krista Lane – Deep Throat II                                                                                              | Tish Ambrose – Lilith Unleashed Taija Rae – Inner Blues Seka – Careful, He May Be Watching Joanna Storm – Crazy With The Heat |
| 1988 | Video | Shanna McCullough – Hands Off                                                                                             | |
| 1989 | Film  | Ona Zee – Portrait of an Affair                                                                                           | Siobhan Hunter – Pretty Peaches II Krista Lane – Deep Inside Trading |
| 1989 | Video | Barbara Dare – Naked Stranger                                                                                             | Tracey Adams – Talk Dirty To Me, Part VI Eva Allen – Ghostess with the Mostess Champagne – Dreams in the Forbidden Zone Nina Hartley – Taboo VI Angel Kelly – Addicted to Love Ariel Knight – Candy’s Little Sister Sugar Porsche Lynn – Maxine Shanna McCullough – Babylon Pink II Laurie Smith – Sinners |
| 1990 |       | Sharon Kane – Bodies in Heat                                                                                              | |
| 1991 | Film  | Hyapatia Lee – The Masseuse                                                                                               | Tracey Adams – Pretty Peaches 3 Christy Canyon – A Portrait of Christy Jennifer Stewart – The Swap Tori Welles – Torrid Without A Cause 2 |
| 1991 | Video | Lauren Brice – Married Women                                                                                              | Tracey Adams – Beauty and the Beast, Part 2 Jeanna Fine – Steal Breeze Lauren Hall – The Tease Angel Kelly – Little Miss Dangerous Lynn LeMay – Midnight Fire Victoria Paris – The New Barbarians Tori Welles – Out For Blood |
| 1992 | Film  | Jeanna Fine – Hothouse Rose                                                                                               | Christy Canyon – Passages |
| 1992 | Video | Ona Zee – The Starlet | |
| 1993 | Film  | Ashlyn Gere – Chameleons                                                                                                  | |
| 1993 | Video | Ashlyn Gere – Two Women                                                                                                   | |
| 1994 | Film  | Roxanne Blaze – Justine                                                                                                   | Nikki Dial – Things Change 1 & 2 Ashlyn Gere – New Lovers Deidre Holland – Things Change 1 & 2 Leena La Bianca – Whispered Lies Melanie Moore – If These Walls Could Talk 1 & 2 Crystal Wilder – New Wave Hookers 3 Ona Zee – Careless |
| 1994 | Video | Leena La Bianca – Blinded by Love                                                                                         | Debi Diamond – Nothing Personal Dior – Songbird Deidre Holland – Night and Day Tiffany Million – The Creasemaster’s Wife Sierra – Slave To Love P. J. Sparxx – Single White Nympho Samantha Strong – Hungry, Part 1 Crystal Wilder – Wilder At Heart Ona Zee – A Portrait of Dorian |
| 1995 | Film  | Ashlyn Gere – Masseuse 2                                                                                                  | |
| 1995 | Video | Ashlyn Gere – Body & Soul                                                                                                 | |
| 1996 | Film  | Jeanna Fine – Skin Hunger                                                                                                 | Christy Canyon – Comeback Celeste – Borderline Jeanna Fine – Blue Movie Melissa Hill – Girl with the Heart-Shaped Tattoo Kylie Ireland – The Passion Dyanna Lauren – Night Play Leena La Bianca – Cinesex 1 & 2 Tiffany Million – Silk Stockings Tiffany Million – Exstasy |
| 1996 | Video | Jenna Jameson – Wicked One                                                                                                | |
| 1997 | Film  | Melissa Hill – Penetrator 2: Grudgefuck Day                                                                               | Kaitlyn Ashley – Penetrator 2: Grudge Day Christy Canyon – Oral Addiction Christy Canyon – The Show Melissa Hill – Dangerous Games Melissa Hill – Dreams of Desire Nicole London – Lust and Desire Jenteal – Dangerous Games Nikki Tyler – Bobby Sox Stacy Valentine – Expose Me Again |
| 1997 | Video | Jeanna Fine – My Surrender                                                                                                | Lisa Ann – Entangled Kaitlyn Ashley – Anal Inquisition Juli Ashton – Nightshift Nurses 2 Sindee Coxx – Pristine Melissa Hill – Mindset Kylie Ireland – Twist of Fate Jenna Jameson – Silver Screen Confidential Jill Kelly – This Year’s Model Christi Lake – Director’s Wet Dreams Dyanna Lauren – Hard Feelings Shayla LaVeaux – Head Trip Tiffany Million – Shock |
| 1998 | Film  | Dyanna Lauren – Bad Wives                                                                                                 | Julia Ann – The Heist Lené Hefner – Control Melissa Hill – Sweet Revenge Heather Hunter – Heat Jenna Jameson – Satyr Dyanna Lauren – The Zone Shanna McCullough – Tight Spot Stacy Valentine – Red Vibe Diaries |
| 1998 | Video | Stephanie Swift – Miscreants                                                                                              | Brittany Andrews – The Fanny Davia Ardell – Makin' Whoopee Juli Ashton – Scotty's X-Rated Adventure Tricia Devereaux – A Week and a Half in the Life of a Prostitute Morgan Fairlane – Restless Desire Jeanna Fine – Night and Day 3 Nina Hartley – All About Eva Kylie Ireland – Face Jam Sharon Kane – Night of the Living Bi Dolls Jill Kelly – Persona Dyanna Lauren – Bad Girls 9 Shanna McCullough – Seduce & Destroy Missy – Sinister Sister Serenity – Crazed |
| 1999 | Film  | Shanna McCullough – Looker                                                                                                | Kaitlyn Ashley – Beautiful Asia Carrera – Appassionata Taylor Hayes – Masseuse 3 Lené Hefner – Deception Missy – The Good, the Bad and the Wicked Sydnee Steele – Shattered Vows Stephanie Swift – Prey Tina Tyler – Models Stacy Valentine – White Angel |
| 1999 | Video | Jeanna Fine – Café Flesh 2                                                                                                | Asia Carrera – Thai Me Up Raquel Devine – Snatchers Morgan Fairlane – Forbidden Melissa Hill – Turn About Toni James – Public Affairs Jill Kelly – Exile Misty Rain – Taboo 17 Serenity – Date From Hell Taren Steele – Rainwoman 12 Stephanie Swift – Beautiful Evil Kobe Tai – Mission Erotica Sunset Thomas – Lust and Lies Tina Tyler – Hanky Panky Stacy Valentine – Habits of the Heart |
| 2000 | Film  | Chloe – Chloe | Asia Carrera – Search for the Snow Leopard Allysin Chaynes – Stray Cat Racquel Darrian – Original Sin Raylene – The Trophy Nikki Sinn – Things Change 3 Gwen Summers – Nothing to Hide 3 & 4 Inari Vachs – The Awakening |
| 2000 | Video | Serenity – Double Feature!                                                                                                | Chloe – Taboo 19 Kylie Ireland – Timeless Katja Kean – Millennium Ginger Lynn – Torn Missy – Desperate Measures Raylene – Manic Behavior Stephanie Swift – Crossroads |
| 2001 | Film  | Taylor Hayes – Jekyll and Hyde Raylene – Artemesia (geteilt)                                                              | Nina Hartley – A Midsummer Night's Cream Jenna Jameson – Dream Quest Julie Meadows – Watchers Sydnee Steele – Facade Gwen Summers – Looker 2: Femme Fatale Syren De Mer – Les Vampyres Inari Vachs – Facade Ava Vincent – Les Vampyres |
| 2001 | Video | Serenity – M Caught in the Act                                                                                            | Juli Ashton – Bliss Asia Carrera – Goddaughter 5 Jewel De’Nyle – Dark Angels Kylie Ireland – Raw Devinn Lane – Spellbound Ginger Lynn – White Lightning Tera Patrick – Sex Island Sydnee Steele – Dark Angels Gwen Summers – Virgin Whore Inari Vachs – West Side Ava Vincent – Perfectly Flawless |
| 2002 | Film  | Ginger Lynn – Taken | Alexa Rae – Shrink Wrapped Taylor Hayes – Fade to Black Lola – Free Sex on Earth Raylene – Bad Wives 2 Nicole Sheridan – Taboo 2001 Sydnee Steele – Mafioso Syren De Mer – Taboo 2001 Ava Vincent – Underworld |
| 2002 | Video | Sydnee Steele – Euphoria                                                                                                  | Allysin Chaynes – Wonderland Chloe – Unreal Jewel De’Nyle – Forbidden Flesh Lola – Destiny Calling Gina Ryder – Nice Neighbors Serenity – XXX Training Inari Vachs – Beauty and the Bitch |
| 2003 | Film  | Taylor St. Claire – Fashionistas                                                                                          | Julia Ann – Paradise Lost Sondra Hall – Poison Angel Taylor Hayes – If You Only Knew Raylene – Love Games Sydnee Steele – Falling From Grace Nici Sterling – Wifetaker Syren De Mer – Les Vampyres 2 |
| 2003 | Video | Devinn Lane – Breathless                                                                                                  | Aria – Naked Eye Kate Frost – Virgin Canvas Ashlyn Gere – Crime and Passion Hannah Harper – Role Models 2 Kylie Ireland – One Sleepless Night Julie Meadows – Sex World 2002 Alexa Rae – Karma Raylene – Betrayed by Beauty Sydnee Steele – Heroin Gwen Summers – Double Vision Ava Vincent – Heartbreaker |
| 2004 | Film  | Savanna Samson – Looking In                                                                                               | Cassidey – Sordid Dasha – Heaven's Revenge Wendy Divine – Virtual Love Ashley Long – Compulsion |
| 2004 | Video | Julia Ann – Beautiful | Ashley Blue – Girlvert 4 Chloe – Barbara Broadcast Too! Stormy Daniels – Not A Romance Chloe Dior – Riptide Devinn Lane – Improper Conduct Kaylani Lei – Angel X Carmen Luvana – Rawhide Ginger Lynn – Sunset Stripped Ann Marie Rios – Babes Illustrated 13 Savanna Samson – Good Time Girl Alexandra Silk – Stud Hunters Sydnee Steele – Lost & Found Sunset Thomas – Truck Stop Trixie |
| 2005 | Film  | Jenna Jameson – The Masseuse                                                                                              | Sunrise Adams – Debbie Does Dallas: The Revenge Jessica Drake – The Collector Savanna Samson – Bare Stage |
| 2005 | Video | Jessica Drake – Fluff and Fold                                                                                            | Julia Ann – Killer Sex and Suicide Blondes Roxanne Hall – Slutwoman's Revenge Jenna Jameson – Bella Loves Jenna Jesse Jane – Loaded Kaylani Lei – Sweatshop Gia Paloma – Wild Things on the Run Tawny Roberts – Unlovable Savanna Samson – L'Affaire Aurora Snow – Angels Sunset Thomas – Misty Beethoven: The Musical Michelle Wild – Hot Rats |
| 2006 | Film  | Savanna Samson – The New Devil in Miss Jones                                                                              | Sunrise Adams – Sentenced Stormy Daniels – Eternity Penny Flame – Dark Side Janine Lindemulder – The Villa Lezley Zen – Les Bitches |
| 2006 | Video | Janine Lindemulder – Pirates                                                                                              | Kami Andrews – Texas' Asshole Massacre Joanna Angel – Joanna's Angels Cindy Crawford – Sodom Jessica Drake – One Man's Obsession Audrey Hollander – Catherine Jesse Jane – Pirates Devinn Lane – Lovers Lane Sunny Lane – Dark Angels 2: Bloodline Kaiya Lynn – Shadow of a Geisha Gia Paloma – Wild Things on the Run 2 Olivia Saint – Contract Girl Savanna Samson – Freshness Brittney Skye – Prisoner |
| 2007 | Film  | Jessica Drake – Manhunters                                                                                                | Monique Alexander – To Die For Janine Lindemulder – Emperor Austin Kincaid – To Die For Ava Vincent – Fade to Black 2 |
| 2007 | Video | Hillary Scott – Corruption                                                                                                | Joanna Angel – Joanna's Angels 2: Alt Throttle Belladonna – Fashionistas Safado: The Challenge Violet Blue – Wonderland Stormy Daniels – Taken Jessica Drake – Curse Eternal Kimberly Kane – The Visitors Sunny Lane – Sex Pix Nina Mercedez – Illicit Missy Monroe – The Da Vinci Load Austyn Moore – Tailgunners Kirsten Price – Just Like That Linda Roberts – The New Neighbors Brittney Skye – Grub Girl Heather Vandeven – Sacred Sin |
| 2008 | Film  | Penny Flame – Layout | Briana Banks – Layout Roxy Jezel – Sex & Violins Stefani Morgan – Debbie Does Dallas... Again Savanna Samson – Flasher |
| 2008 | Video | Eva Angelina – Upload | Stormy Daniels – Black Widow Jessica Drake – Delilah Carmen Hart – Just Between Us Jenna Jameson – Janine Loves Jenna Roxy Jezel – For Love, Money or a Green Card Tory Lane – Outkast Kaylani Lei – Candelabra Brianna Love – Brianna Love: Her Fine Sexy Self Carmen Luvana – Lady Scarface Kirsten Price – Coming Home Savanna Samson – Stood Up Lorena Sánchez – Black Worm Hillary Scott – Not the Bradys XXX Simone Valentino – Afrodite Superstar |
| 2009 |       | Jessica Drake – Fallen | Monique Alexander – Cry Wolf Roxy DeVille – The Texas Vibrator Massacre Sasha Grey – The Last Rose Carmen Hart – Fired Jenna Haze – Not Bewitched XXX Jenna Jameson – Burn Jesse Jane – Pirates II: Stagnetti's Revenge Devon Lee – Succubus of the Rouge Kaylani Lei – The Wicked Janine Lindemulder – Pipe Dreams Marie McCray – Angel Faces Bree Olson – Roller Dollz Kirsten Price – Mouth Savanna Samson – Miles from Needles |
| 2010 |       | Kimberly Kane – The Sex Files: A Dark XXX Parody                                                                          | Asa Akira – Pure Julia Ann – Identity Lisa Ann – Who's Nailin' Paylin? Alektra Blue – Educating Alli Roxy DeVille – Whack Job Jessica Drake – Hush Sasha Grey – Throat: A Cautionary Tale Audrey Hollander – Everybody Loves Lucy Kayden Kross – The 8th Day Kelli McCarty – Faithless Melissa Monet – My Daughter's Boyfriend Bree Olson – One Last Ride Hillary Scott – Heaven India Summer – Drill Baby Drill |
| 2011 |       | Andy San Dimas – This Ain’t Glee XXX India Summer – An Open Invitation: A Real Swinger's Party in San Francisco (geteilt) | Nyomi Banxxx – Fatally Obsessed Tori Black – Whatever It Takes Ashlynn Brooke – WKRP in Cincinnati: A XXX Parody Stormy Daniels – Partly Stormy Jessica Drake – 3 Days in June Penny Flame – Real Wife Stories 6 Roxanne Hall – Scorned Nikki Jayne – The Condemned Kimberly Kane – The Sex Files 2: A Dark XXX Parody Kayden Kross – The Perfect Secretary: Training Day Sunny Lane – Alice Sunny Leone – Gia: Portrait of a Porn Star Lia Leah – The Rush Natasha Marley – Bonny & Clide Samantha Ryan – Awakening to Love Riley Steele – Love Fool Misty Stone – A Love Triangle Stoya – Stoya: Perfect Picture |
| 2012 |       | Jessie Andrews – Portrait of a Call Girl                                                                                  | Capri Anderson – Runaway Tori Black – Killer Bodies Jessica Drake – Horizon Allie Haze – Lost and Found Helly Mae Hellfire – This Ain't Lady Gaga XXX Kagney Linn Karter – Official The Silence of the Lambs Parody Kayden Kross – Love & Marriage Lily LaBeau – The Incredible Hulk XXX: A Porn Parody Natasha Nice – Dear Abby Savanna Samson – Savanna Samson Is the Masseuse Andy San Dimas – Rezervoir Doggs: An Exquisite Films Parody Hillary Scott – The Flintstones: A XXX Parody Bobbi Starr – A Little Part of Me Misty Stone – Hustler's Untrue Hollywood Stories: Oprah                               |
| 2013 |       | Lily Carter – Wasteland                                                                                                   | Nyomi Banxxx – Training Day: A Pleasure Dynasty Parody Alektra Blue – Next Friday Night Gracie Glam – Happy Endings Presley Hart – Diary of Love Allie Haze – Star Wars XXX: A Porn Parody Lily LaBeau – Wasteland Remy LaCroix – Torn Brooklyn Lee – Voracious: The First Season Kaylani Lei – Snatched Natasha Nice – Love is a Dangerous Game Chanel Preston – Romeo & Juliet: A DreamZone Parody Andy San Dimas – Café Amore Bobbi Starr – The Truth About O India Summer – The Graduate XXX: A Paul Thomas Parody                                                                                             |
| 2014 |       | Remy LaCroix – The Temptation of Eve                                                                                      | Anikka Albrite – OMG… It’s the Leaving Las Vegas XXX Parody Lexi Belle – Meant to Be Alektra Blue – Getting Schooled Jessica Drake – Sexpionage: The Drake Chronicles Tara Lynn Foxx – This Ain't Homeland XXX Allie Haze – Clerks XXX: A Porn Parody Jesse Jane – Code of Honor Sunny Lane – The Stripper 2 Brooklyn Lee – The New Behind the Green Door Adrianna Luna – The Lone Ranger XXX: An Extreme Comixxx Parody Maddy O’Reilly – Not The Wizard of Oz XXX Penny Pax – Submission of Emma Marx Raven Rockette – Gia: Lesbian Supermodel Jennifer White – The Stripper                                      |
| 2015 |       | Carter Cruise – Second Chances                                                                                            | Asa Akira – Holly... Would Anikka Albrite – Untamed Heart Alex Chance – This Ain't Girls XXX Brooklyn Chase – Odd Jobs Jessica Drake – Aftermath Ash Hollywood – No Way Out Kimberly Kane – The Pornographer Maddy O’Reilly – The Sexual Liberation of Anna Lee Penny Pax – Wetwork Romi Rain – The Laws of Love Bonnie Rotten – Cape Fear XXX Samantha Saint – Cinderella XXX: An Axel Braun Parody Stevie Shae – Apocalypse X Jodi West – Call Me Mother |
| 2016 |       | Penny Pax – The Submission of Emma Marx: Boundaries                                                                       | Asa Akira – Starmaker Adriana Chechik – The Turning Carter Cruise – Waiting on Love Dani Daniels – Sisterhood Stormy Daniels – Wanted Dana DeArmond – Mother's Little Helper Daisy Haze – Bad Romance Kimberly Kane – Family Secrets Remy LaCroix – Stockholm Syndrome Keira Nicole – Peter Pan XXX: An Axel Braun Parody Bonnie Rotten – Sisters of Anarchy Riley Steele – Barbarella XXX: An Axel Braun Parody India Summer – Marriage 2.0 Sarah Vandella – Love, Sex & TV News |
| 2017 |       | Kleio Valentien – Suicide Squad XXX: An Axel Braun Parody                                                                 | Asa Akira – The J.O.B. Aria Alexander – Sex Machina: A XXX Parody Samantha Bentley – Hard in Love Carter Cruise – Supergirl XXX: An Axel Braun Parody Cherie DeVille – Project Pandora: A Psychosexual Lesbian Thriller Jessica Drake – DNA Karlee Grey – Student Bodies 5 Veruca James – Deception: A XXX Thriller Cassidy Klein – Little Red: A Lesbian Fairy Tale Sara Luvv – Babysitting the Baumgartners Abigail Mac – True Detective: A XXX Parody Penny Pax – Submission of Emma Marx 3: Exposed Dana Vespoli – Lefty Kasey Warner – Color Blind                                                            |
| 2018 |       | Sara Luvv – The Faces of Alice                                                                                            | Asa Akira – The Blonde Dahlia Chloe Amour – Love for Sale 2 Abella Danger – The Obsession Jessica Drake – An Inconvenient Mistress Alexis Fawx – Fantasy Factory Alexa Grace – Crash Janice Griffith – Ingenue Jill Kassidy – Half His Age: A Teenage Tragedy Cassidy Klein – Conflicted Melissa Moore – The Voyeur Katie Morgan – Bad Babes Inc. Ella Nova – Snapshot Romi Rain – Justice League XXX: An Axel Braun Parody Angela White – The Altar of Aphrodite |
| 2019 |       | Eliza Jane – Anne: A Taboo Parody                                                                                         | Britney Amber – Naked Mercedes Carrera – Second First Date Adriana Chechik – Star Wars: The Last Temptation Jessica Drake – Fallen II: Angels & Demons Kimmy Granger – Poon Raider: A DP XXX Parody Aaliyah Love – Too Little Too Late Avi Love – The Possession of Mrs. Hyde Abigail Mac – Fantasy Factory: Wastelands Gia Paige – Love in the Digital Age Kenzie Reeves – A Trailer Park Taboo Kristen Scott – Camgirl India Summer – Flawless Mona Wales – Insomnia Whitney Wright – Cursed |
| 2020 |       | Angela White – Perspective                                                                                                | Aiden Ashley – Insomniac Christiana Cinn – Arcane Jessica Drake – Lost Love Lacy Lennon – The Gentleman Kristen Scott – Teenage Lesbian Magdalene St. Michaels – Confessions of A Sinful Nun 2: The Rise of Sister Mona Kenzie Taylor – Captain Marvel XXX: An Axel Braun Parody Whitney Wright – What We Do for Money Ariel X – Girls of Wrestling |
| 2021 |       | Maitland Ward – Muse | Aiden Ashley – A Killer on the Loose Cherie DeVille – 40 Years Old, Comes to Life Ana Foxxx – Primary Kimmy Granger – Vacation in Purgatory Madison Ivy – No Mercy for Mankind Lacy Lennon – Alien Rhapsody Cadence Lux – The Producer II Naomi Swann – My Sinful Valentine Mona Wales – Pushing Boundaries |
| 2022 |       | Kenna James – Under the Veil                                                                                              | Aiden Ashley – Blue Moon Rising Casey Calvert – Primary Season 2 Gianna Dior – Psychosexual Aila Donovan – Toxic Ana Foxxx – Sweet Sweet Sally Mae Mariska – Betrayal Maitland Ward – Muse Season 2 Jane Wilde – Succubus Emily Willis – Influence: Emily Willis |
| 2023 |       | Maitland Ward – Drift | Aiden Ashley – Hysteria Kenna James – Dark Is the Night Freya Parker – Duplicity September Reign – Love, Sex & Music Vanessa Sky – My Best Friend's Girl Charlotte Stokely – Another Night in the Valley Kenzie Taylor – Deranged (Vols. 1 & 2) Jane Wilde – Stars Emily Willis – One Night in Los Angeles |
| 2024 |       | Kira Noir – Machine Gunner                                                                                                | Lilly Bell – Trouble Lulu Chu – Feed Me Avery Cristy – The View Stormy Daniels – Redemption Ana Foxxx – Sally Mae: The Revenge of the Twin Dragons Nicole Kitt – Ashford Manor April Olsen – Hang in There, Abigail Freya Parker – The Seductress 4 Ivy Wolfe – Reckless |
| 2025 |       | Casey Calvert – Birth | Lilly Bell – Last Splash Blake Blossom – Iris Cherie DeVille – Project X Reagan Foxx – Let Me In Nicole Kitt – Dirty Cops Adria Rae – Gold Diggers Lumi Ray – Amuse Bouche Victoria Voxxx – Alive Maitland Ward – American MILF |